# Victoria Harbour
Pour les articles homonymes, voir Port Victoria.

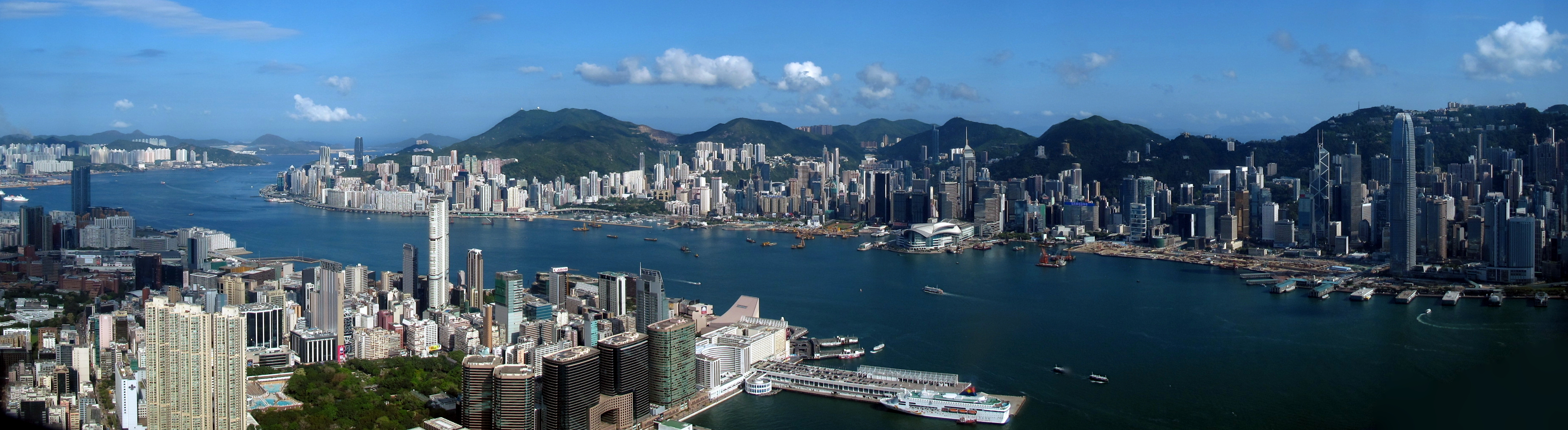
Vue sur Victoria Harbour

Victoria Harbour (en chinois : 維多利亞港) est un port naturel profond situé entre l'île de Hong Kong et la péninsule de Kowloon, dans la région administrative spéciale de Hong Kong. D'une largeur variant de 540 m à 9 km, ce bras de mer stratégique relie la mer de Chine méridionale au delta de la rivière des Perles. Nommé en l'honneur de la reine Victoria du Royaume-Uni, il a joué un rôle déterminant dans l'essor économique et maritime de Hong Kong depuis sa colonisation britannique au XIXe siècle.
Le port est réputé pour ses vues panoramiques spectaculaires, encadrées par des gratte-ciel emblématiques comme la tour de la Bank of China et l'International Commerce Center. Il accueille des infrastructures majeures, dont le terminal de conteneurs de Kwai Tsing (l'un des plus actifs au monde) et la Star Ferry, service de traversiers historique en opération depuis 1888.
Victoria Harbour est également un pôle culturel et touristique, célèbre pour son spectacle nocturne A Symphony of Lights inscrit au Livre Guinness des records comme plus grande animation lumineuse permanente du monde. Ses abords concentrent des sites iconiques tels que la promenade de Tsim Sha Tsui, le quartier d'affaires de Central et l'Avenue des Stars. Protégé par des lois strictes régissant les constructions riveraines, il demeure un symbole de l'identité hongkongaise et un lieu privilégié pour les célébrations publiques, notamment les feux d'artifice du Nouvel An.

## Histoire

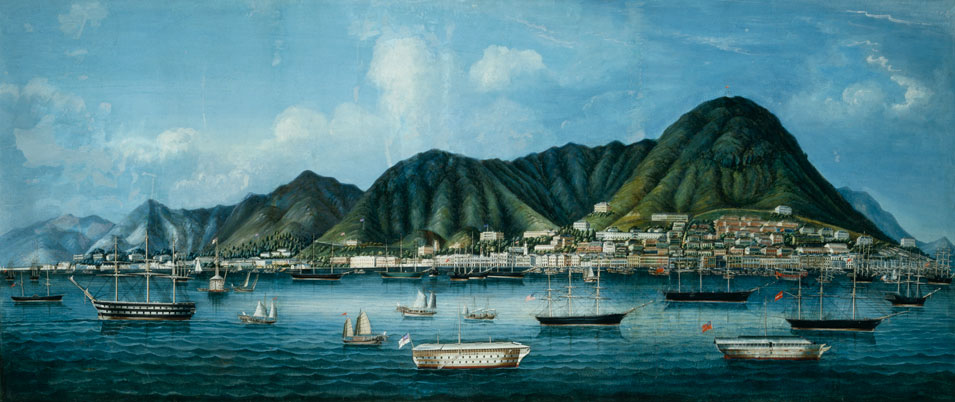
Victoria Harbour et l'île de Hong Kong dans les années 1860

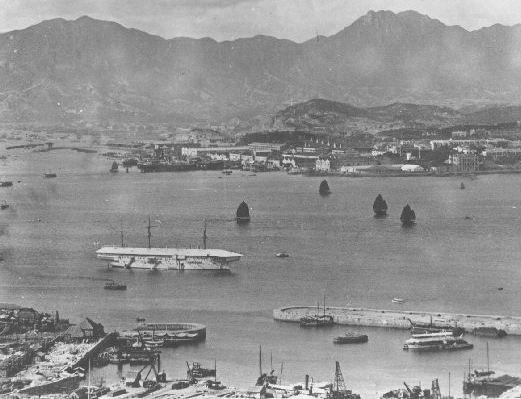
Le HMS Tamar ancré devant le chantier naval dans Victoria Harbour en 1905.

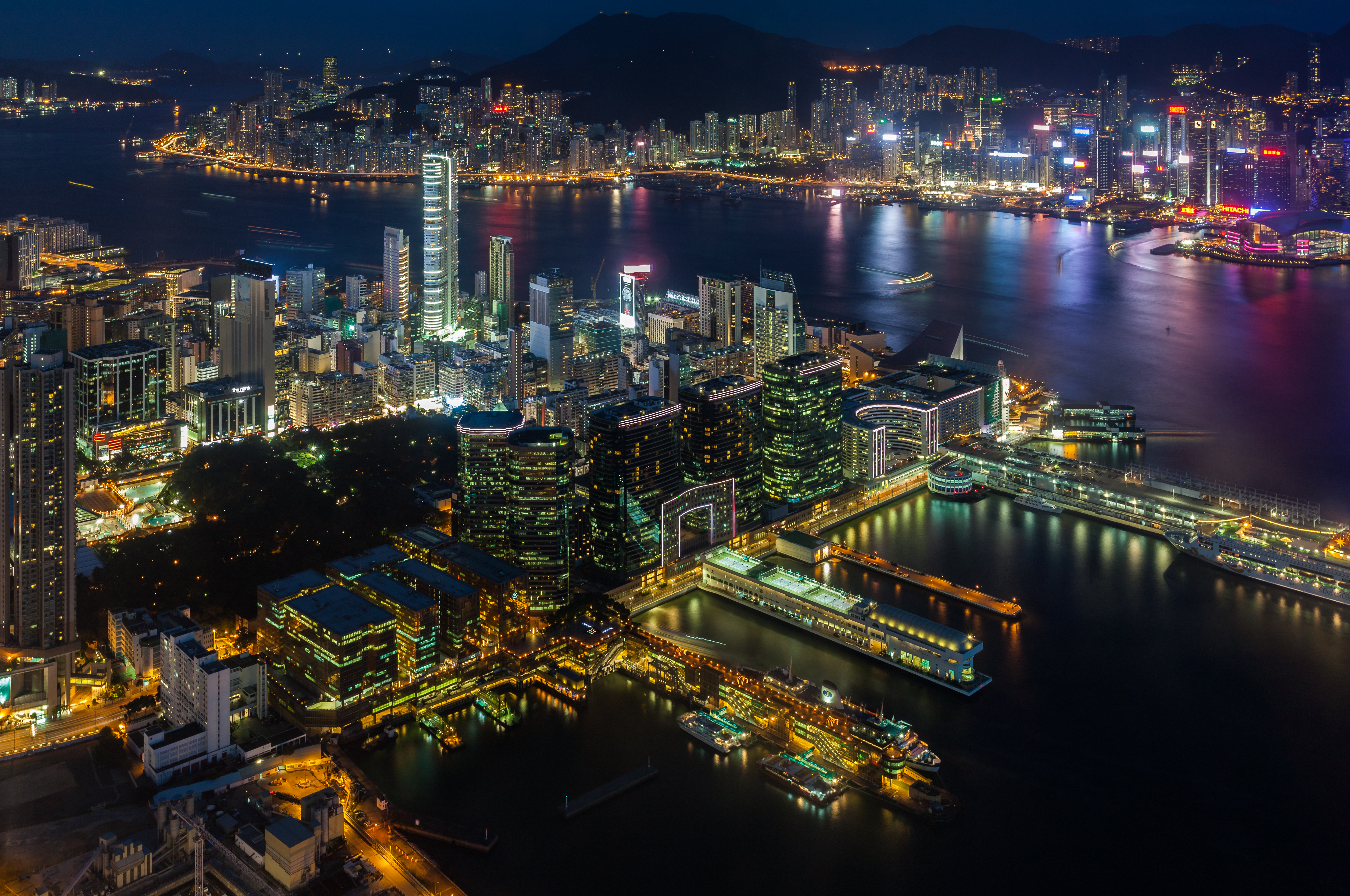
Vue depuis le.

La première référence à ce qui est maintenant appelé Victoria Harbour se trouve dans les cartes de navigation de Zheng He de la côte chinoise, datées d'environ 1425, qui apparaissent dans le Wubei Zhi (Annales de la préparation au combat), un livre militaire complet du 17e siècle. Alors que le port est cartographié dans des cartes ultérieures, la première carte le représentant en détail est une carte marine de 1810 préparée pour la Compagnie britannique des Indes orientales par Daniel Ross (en) et Philip Maughan, lieutenants de la marine de Bombay.
Certaines des premières activités récréatives à avoir lieu dans le port sont des compétitions aquatiques comme la natation et le water-polo dans les années 1850, entreprises par des membres du premier club sportif de Hong Kong, le Victoria Recreation Club.
Pendant la révolte des Taiping, des rebelles armés défilent dans les rues de Hong Kong. Le 21 décembre 1854, la police de Hong Kong arrête plusieurs rebelles armés qui s'apprêtent à attaquer Kowloon City. Le 23 janvier 1855, une flotte de bateaux de guerre Taiping est sur le point de livrer une bataille navale contre des bateaux de guerre impériaux chinois défendant le port. Les défenseurs chinois reçoivent l'ordre de se retirer par les autorités coloniales britanniques. Ces incidents provoquent une tension croissante qui mène finalement à la seconde guerre de l'opium. Le port s'appelle à l'origine « Hong Kong Harbour », mais est ensuite rebaptisé « Victoria Harbour », pour assurer un abri à la flotte britannique durant le règne de la reine Victoria
Le sujet de la pollution vient au premier plan dans les années 1970 avec la croissance rapide du secteur manufacturier. Les courses du club nautique sont arrêtées en 1973 en raison de la pollution dans le port, un an après que l'ancien RMS Queen Elizabeth ait brûlé et coulé à l'ancre de l'île Tsing Yi,,. Des études montrent également un apport excessif d'azote provenant des rejets du delta de la rivière des Perles dans le port depuis des décennies.
Après l'achèvement de l'étude de faisabilité du remblaiement de Central et Wan Chai (en) en 1989, le Comité de la politique de développement des terres approuve un concept pour la mise en œuvre progressive de ce remblaiement supplémentaire. Il se compose de trois cellules de développement de district séparées par des parcs, à savoir, Central, Tamar et le centre de congrès et d'expositions de Hong Kong.
Le dernier projet de remblaiement proposé, s'étendant le long du front de mer de Sheung Wan à Causeway Bay, fait face à une opposition publique, car le port devient un lieu pivot pour les Hongkongais en général. Les activistes dénoncent les actions du gouvernement comme destructrices non seulement pour l'environnement naturel, mais aussi pour ce qui est largement considéré comme l'un des atouts naturels les plus précieux du territoire. Des ONG, dont la Society for Protection of the Harbour (en), se forment pour résister aux tentatives de réduire davantage la taille du plan d'eau, avec sa présidente, Christine Loh (en), citée comme disant que le port « [...] est un atout national précieux et nous devons le préserver pour les générations futures. Je crois qu'un chef de l'exécutif perspicace et visionnaire soutiendrait notre position et travaillerait avec nous pour protéger le port ». Les travaux de remblaiement entraînent également la démolition de Queen's Pier (en) et embarcadère des ferries d'Edinburgh Place (en), des structures d'importance historique, face à une massive opposition publique.

## Géographie

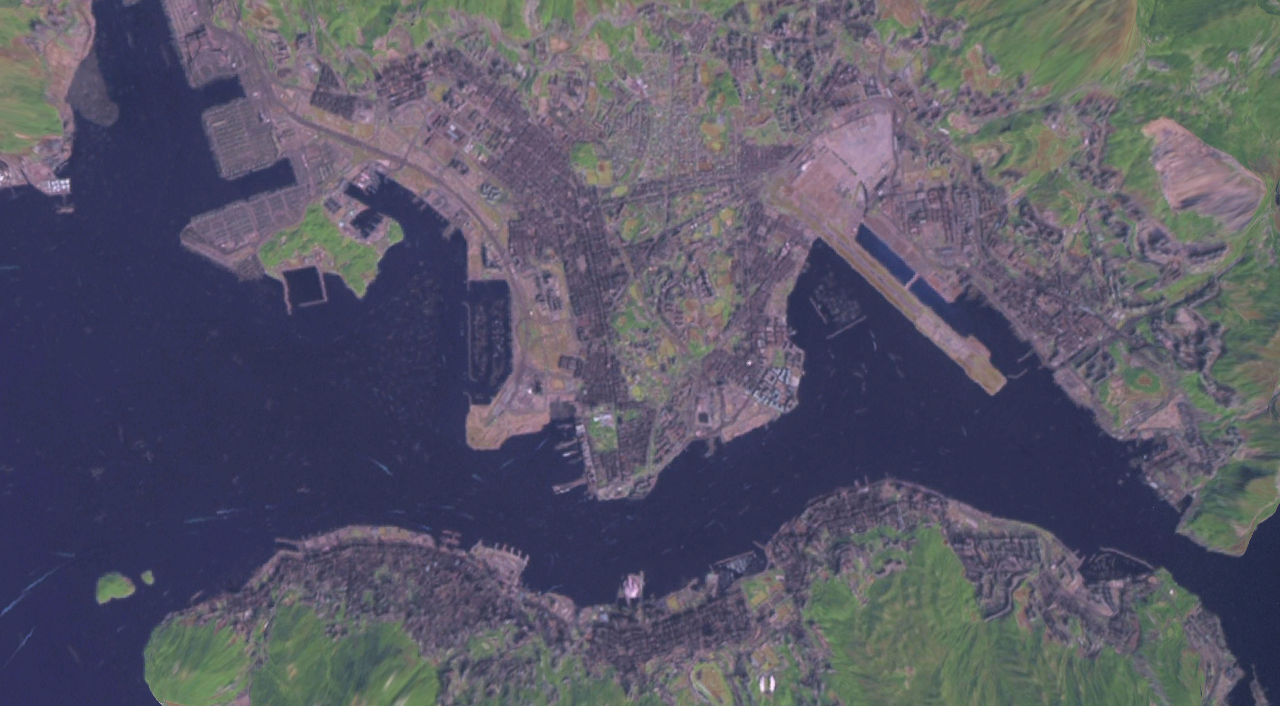
Vue satellite de Victoria Harbour dans les années 2000.

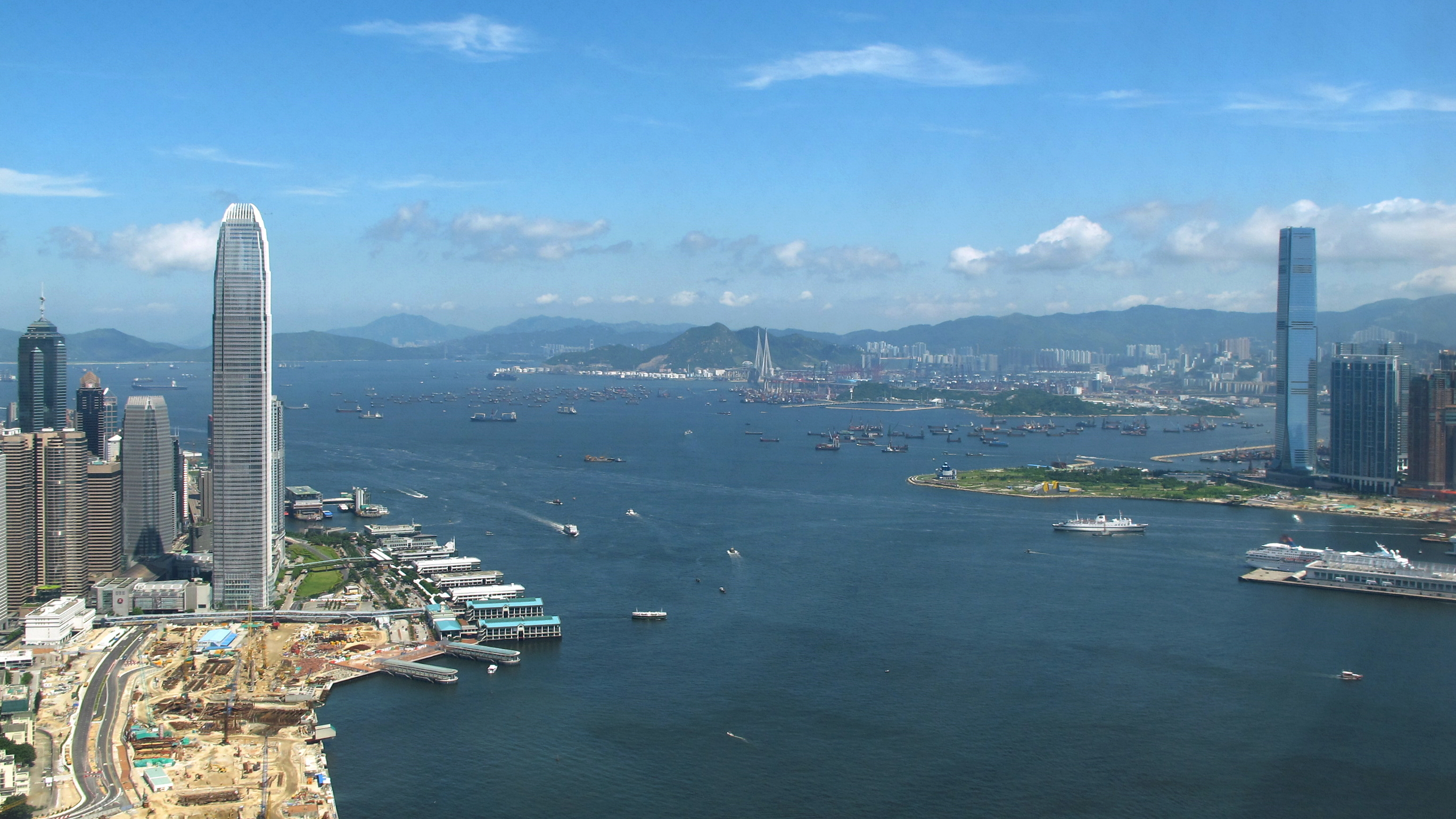
Victoria Harbour vu vers l'ouest depuis Central Plaza, avec les rives de l'île de Hong Kong à gauche et Kowloon à droite.

Victoria Harbour couvre une superficie d'environ 41,88 km² en 2004. Sa limite orientale est généralement considérée comme la ligne formée entre l'extrémité la plus occidentale de Siu Chau Wan (小酒灣) et A Kung Ngam (en). Sa limite occidentale est généralement considérée comme constituée d'une ligne tracée du point le plus occidental de l'île de Hong Kong au point le plus occidental de Green Island (en), puis une ligne droite tracée du point le plus occidental de Green Island au point le plus sud-est de Tsing Yi, puis le long des lignes côtières orientales et nord de Tsing Yi jusqu'à son extrémité la plus occidentale, et enfin une ligne droite tracée Nord astronomique vers le continent.
Il y a plusieurs îles dans le port :
- Green Island (en)
- Little Green Island (en)
- Kowloon Rock (en)
- Île Tsing Yi

En raison de la construction de terre-pleins sur la mer, les îles suivantes sont d'anciennes îles qui sont désormais reliées à des terres adjacentes ou à des îles plus grandes :
- Stonecutters Island (connectée à Lai Chi Kok (en), New Kowloon)
- Channel Rock (en) (connectée à Kwun Tong, New Kowloon)
- Kellett Island (en) (connectée à Causeway Bay, île de Hong Kong)
- Hoi Sham Island (en) (connectée à To Kwa Wan (en), Kowloon)
- Nga Ying Chau (en) (connectée à l'île Tsing Yi, Nouveaux Territoires)
- Pillar Island (en) (connectée à Kwai Chung (en), Nouveaux Territoires)
- Mong Chau (en) (connectée à Kwai Chung, Nouveaux Territoires)
- Chau Tsai (en) (connectée à l'île Tsing Yi)
- Rumsey Rock (en) (au sein de Tsim Sha Tsui/Hung Hom)

La géologie autour du port est constituée d'une copule granitique qui, par endroits, est intensément altérée.